# 窄叶百合
窄叶百合（学名：[Lilium nepalense var. burmanicum] 错误：{{Lang}}：文本有斜体标记（帮助））为百合科百合属紫斑百合的变种。分布在泰国、缅甸以及中国大陆的云南等地，生长于海拔1,200米至2,200米的地区，多生于山坡草丛中或林缘，目前尚未由人工引种栽培。